# Jacob Cardenas
Jacob Thomas Cardenas (ur. 13 września 2001) – amerykański zapaśnik walczący w stylu wolnym. 
Drugi na MŚ U-23 w 2022 i 2024; trzeci w 2023 roku. 
Zawodnik Bergen Catholic High School z Oradell, Cornell University i University of Michigan. Trzy razy All-American w NCAA Division I (2023-2025). Czwarty w 2024 i 2025; ósmy 2023 roku.